# Suomen Radioamatööriliitto
Der Suomen Radioamatööriliitto (kurz SRAL, deutsch „Finnischer Amateurfunkverband“) ist der nationale Verband der Funkamateure in Finnland.

## Geschichte
Gegründet wurde er am 14. April 1921 von der Nuoren Voiman Liito (kurz NVL, deutsch etwa „Junge Kraft Union“) und erhielt am 24. August 1921 die Sendeerlaubnis. 1924 erhielt Arvi Hauvonen die erste Amateurfunklizenz und das Rufzeichen 3NB, mit dem er seinen selbstgebauten Amateurfunk-Sendeempfänger betrieb. Im selben Jahr startete in Helsinki die lokale Amateurfunkstation namens Radiola mit dem Sendebetrieb für den NVL bei 500 Watt Ausgangsleistung. Somit kann Radiola als Finnlands erster Rundfunksender angesehen werden. Noch im selben Jahr stellte er seinen Betrieb wieder ein und es dauerte fast zwei Jahre, bis am 8. September 1926 die Verantwortung für Rundfunk auf die Yleisradio, die neugegründete finnische Rundfunkanstalt übertragen wurde.
Ab 1935 wurde der Amateurfunk zunehmend restriktiv geregelt. So musste man von nun an eine Prüfung als Militärfunkelektriker abschließen, bevor der Amateurfunk im Jahr 1939 komplett verboten wurde. Die Ausrüstung wurde beschlagnahmt. Während des Zweiten Weltkriegs (1939–1945) dienten finnische Funkamateure in kriegswichtigen Positionen. Endlich nach dem Krieg, im Jahr 1947, wurde das generelle Amateurfunkverbot aufgehoben.
Der SRAL ist Mitglied in der International Amateur Radio Union (IARU Region 1), der internationalen Vereinigung von Amateurfunkverbänden, und vertritt dort die Interessen der finnischen Funkamateure. Ferner ist sie Mitglied der Nordic Radio Amateur Union (NRAU), dem Dachverband der Amateurfunkverbände der nordischen Länder.
Die Hauszeitschrift des SRAL heißt Radioamatööri (deutsch „Funkamateur“). Sie erscheint monatlich und widmet sich den diversen Mitgliederaktivitäten, wie Amateurfunkwettbewerben, Aktionen wie SOTA und „DXpeditionen“, dem traditionell im Juli stattfindenden Sommerlager mit Hunderten von Teilnehmern sowie den typischen Themen des Amateurfunks, wie Sende- und Empfangstechnik, Antennentechnik und Testberichte.
Der finnische Kommunikationswissenschaftler Osmo A. Wiio (1928–2013), OH2TK, war von 1961 bis 1966 Präsident des SRAL und ab 1994 Ehrenpräsident.